# 万仏節

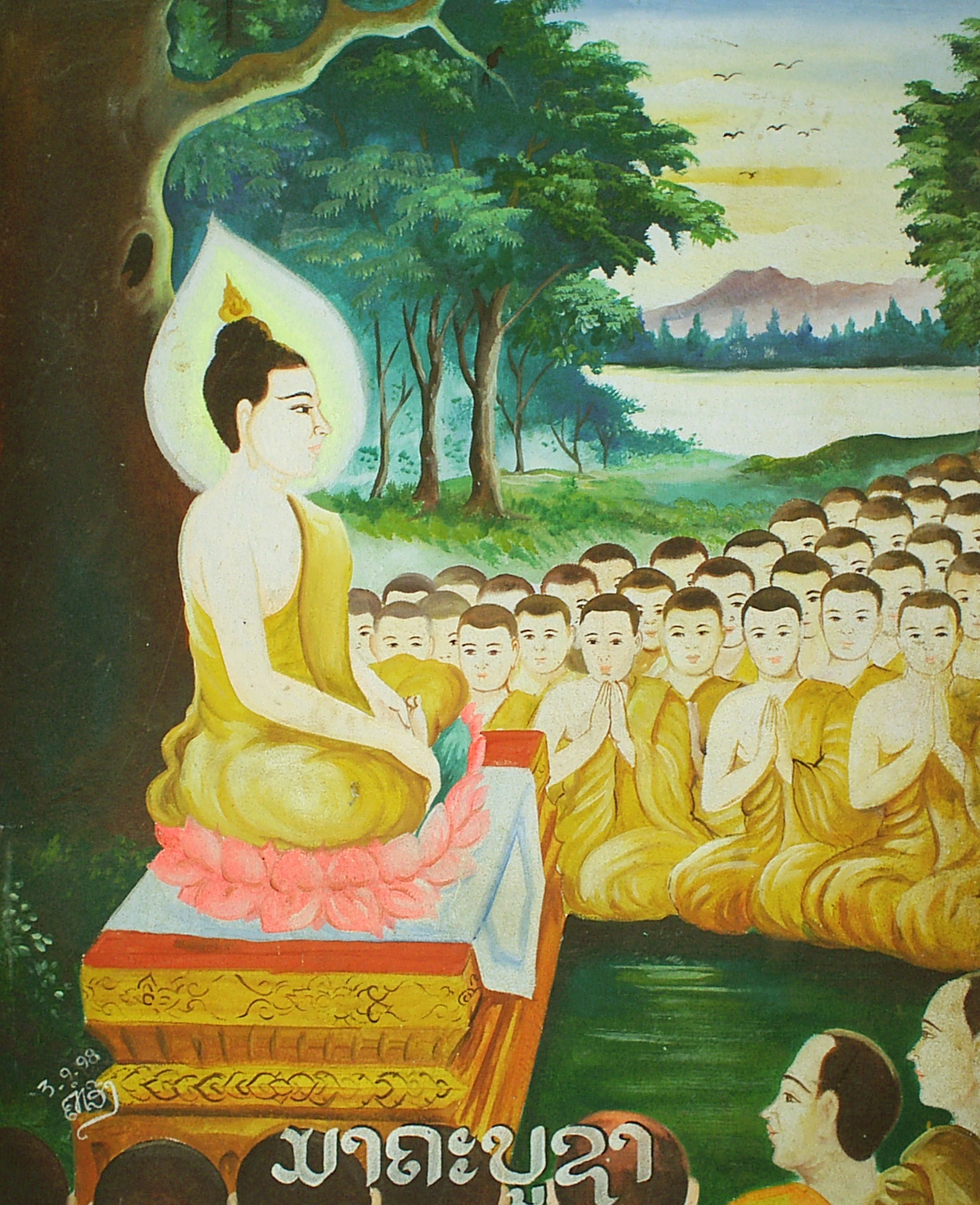
阿羅漢1,250名が終結した様子を描いたラオス寺院にある絵

万仏節（タイ語：วันมาฆบูชา、ラテン文字表記：Māgha Pūjā、マーカブチャー、マーガ・プージャ）は、仏教の祝祭日のひとつ。旧暦3月の満月に祝われる。
タイでは祝日になっているほか、カンボジアでも祝日で、ラオス、ミャンマーなどでも祝われている。万仏祭などとも訳される。

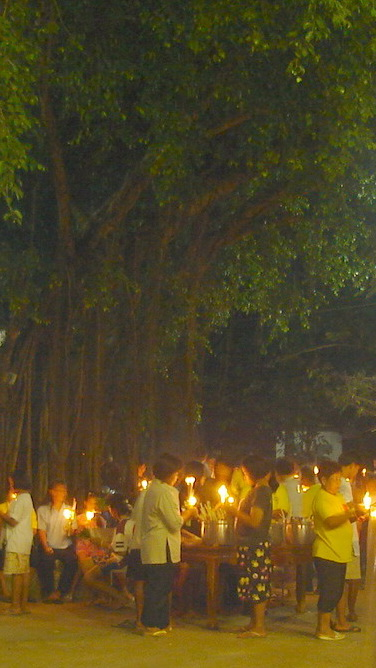
タイ北部ムアンウッタラディット郡のワット・クン・タパオの万仏節の様子

## 概要
仏教徒が、ブッダが入滅する3ヶ月前の陰暦3月（月宿 マカ（磨羯宮、南方朱雀の「星」、うみへび座α星）に白道のあるとき）に王舎城の竹林精舎で戒律（オヴァータ・パーティモカ）を説いた。そのときブッタが具足戒を与え、悟りを得た1250人の比丘が何の事前の知らせもなく集結した奇跡を記念した日。
タイでは、人々は寺で説法を聞き、手に蝋燭を持ち本堂を3巡する。公共の場では基本的に、禁酒になる習慣がある。